# Grup de la bournonita
El grup de la bournonita és un grup de minerals de la classe dels sulfurs que cristal·litzen en el sistema ortoròmbic. El grup està format per quatres espècies minerals: bournonita, cerromojonita, seligmannita i součekita, totes elles sulfosals.
| Espècie       | Fórmula       |
| ------------- | ------------- |
| Bournonita    | PbCuSbS₃      |
| Cerromojonita | CuPbBiSe₃     |
| Seligmannita  | PbCuAsS₃      |
| Součekita     | PbCuBi(S,Se)₃ |

Segons la classificació de Nickel-Strunz els minerals que integren aquest grup pertanyen a "02.GA: nesosulfarsenats, nesosulfantimonats i nesosulfbismutits sense S addicional» juntament amb els següents minerals: proustita, pirargirita, pirostilpnita, xantoconita, samsonita, skinnerita, wittichenita, lapieïta, mückeïta, malyshevita, lisiguangita, aktashita, gruzdevita, nowackiïta, laffittita, routhierita, stalderita i erniggliïta.
Dels quatre minerals d'aquest grup només la bournonita ha estat descrita als territoris de parla catalana. Se n'ha trobat a les mines de Batera (Cortsaví, Vallespir), a La Cazote (Oms, Rosselló), a la mina de Les Ferreres (Rocabruna, Ripollès) i a Cierco (Vilaller, Alta Ribagorça).